# Agnes Moorehead
Agnes Robertson Moorehead (Clinton, Massachusetts, 6 de diciembre de 1900-Rochester, Minnesota, 30 de abril de 1974), conocida como Agnes Moorehead, fue una actriz estadounidense de cine y televisión. Conocida principalmente por su papel de Endora en la popular serie de televisión Bewitched (Embrujada en España y Hechizada en Hispanoamérica).
Mientras que rara vez interpretó papeles principales en películas, la habilidad de Moorehead en el desarrollo y gama de personajes le valió un premio Primetime Emmy y dos premios Globo de Oro además de cuatro nominaciones a los Premios Óscar y seis nominaciones a los Premios Emmy. La transición de Moorehead a la televisión ganó la aclamación por drama y comedia. Podía interpretar muchos tipos diferentes, pero a menudo interpretaba personajes altivos y arrogantes.

## Biografía
Moorehead nació en Clinton, Massachusetts, hija de un clérigo presbiteriano, John Henderson Moorehead, y de su esposa, Mildred McCauley, que había sido cantante. Moorehead más tarde se quitó seis años de su edad alegando que había nacido en 1906. Recordó que su primera actuación pública fue a la edad de tres años, recitando el padrenuestro en la iglesia de su padre. La familia se mudó a San Luis, Misuri, y su ambición de convertirse en actriz creció muy fuerte. Su madre satisfacía su imaginación activa preguntándole: «¿Quién eres hoy, Agnes?», mientras que Moorehead y su hermana frecuentemente se enfrascaban en mímica, y a menudo imitaban a los feligreses en la mesa. Moorehead fue alentada por la reacción positiva de su padre hacia su interés artístico. Ingresó en el coro de la Compañía de Ópera Municipal de San Luis, conocida como The Muny. Además de su interés en actuar, también lo mantenía en la religión; años más tarde actores como Dick Sargent recordaban que llegaba a las filmaciones con «la Biblia en una mano y el guion en la otra».
Moorehead se graduó de la Duluth Central High School en Duluth, Minnesota, en 1918. Aunque su padre no desalentó sus ambiciones para la actuación, insistió en que obtuviera una educación formal. En 1923, obtuvo un título de grado, con especialización en Biología, de la Universidad de Muskingum, en New Concord, Ohio; mientras estaba allí, también apareció en obras teatrales universitarias. Más tarde, recibió un doctorado en Literatura de Muskingum y sirvió por un año en su junta de sindicados. Cuando su familia se trasladó a Reedsburg, Wisconsin, enseñó en la escuela pública durante cinco años en Soldiers Grove, Wisconsin, mientras que también obtuvo una maestría en inglés y oratoria en la Universidad de Wisconsin (ahora Universidad de Wisconsin-Madison). Luego continuó sus estudios de postgrado en la American Academy of Dramatic Arts, de la cual se graduó con honores en 1929. Moorehead recibió un doctorado honorario de la Universidad de Bradley en Peoria, Illinois.

## Trayectoria
La carrera temprana de Moorehead era inestable, y aunque fue capaz de encontrar trabajo en el teatro, a menudo se vio desempleada y obligada a pasar hambre. Más tarde recordó que en una ocasión estuvo cuatro días sin comer y dijo que esa experiencia le había enseñado el valor de un dólar. Finalmente, encontró trabajo en la radio y no tardó en estar muy demandada, a menudo trabajando en varios programas en un solo día. Ella consideró que esto le ofreció una excelente formación y le permitió desarrollar su voz para crear una variedad de caracterizaciones. Moorehead conoció a la actriz Helen Hayes quien la animó a intentar entrar en las películas, pero sus primeros intentos fueron recibidos con fracaso. Rechazada por no ser «del tipo ideal», Moorehead regresó a la radio.

### Mercury Theatre

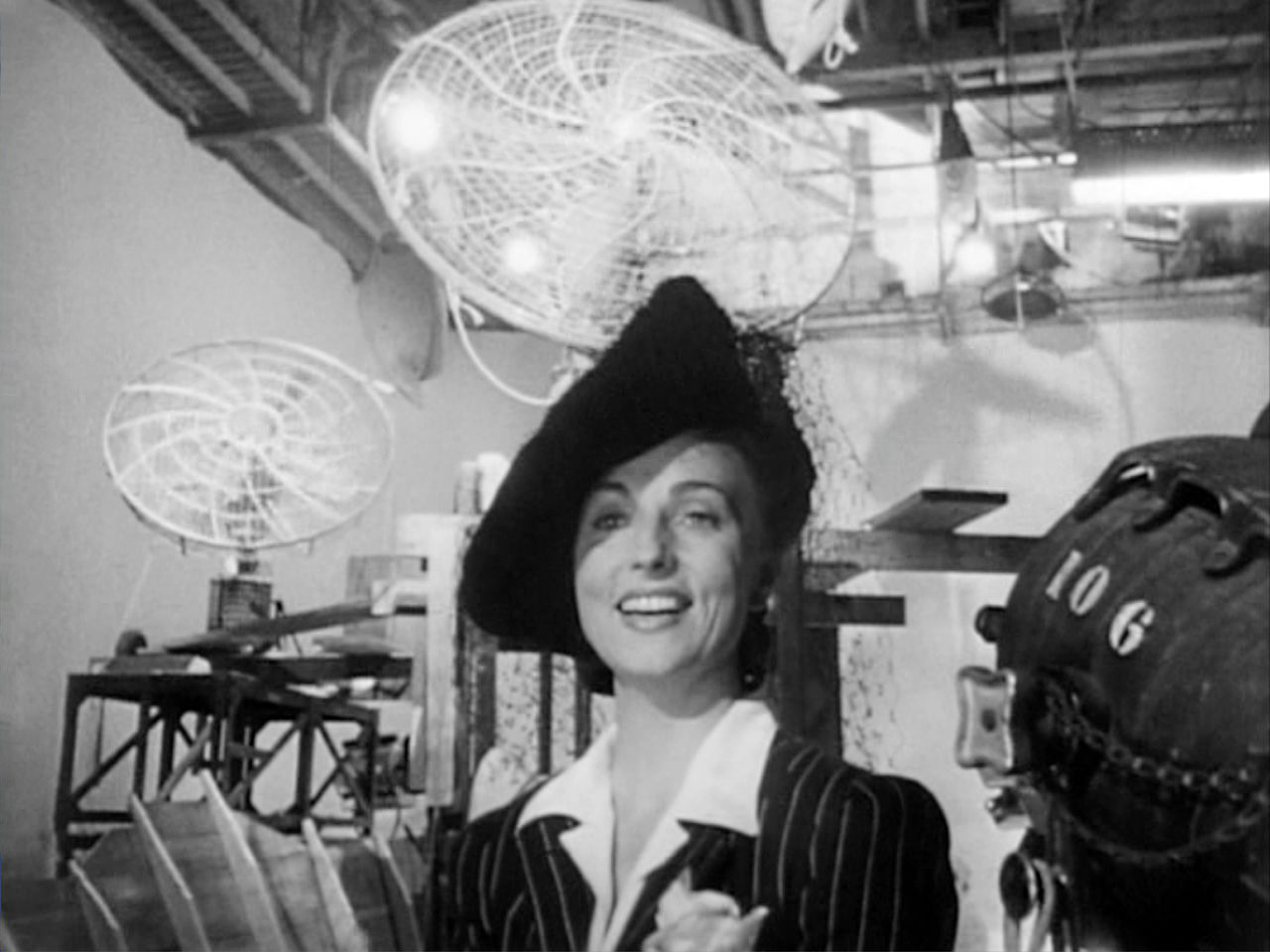
Agnes Moorehead en el tráiler de Ciudadano Kane (1941)

Moorehead conoció a Orson Welles y para 1937 era una de las principales intérpretes del Mercury Theatre, junto con Joseph Cotten. Actuó en sus adaptaciones radiofónicas del The Mercury Theatre on the Air y tenía un papel regular frente a Welles en la serie La Sombra como Margo. En 1939, Welles trasladó el Mercury Theatre a Hollywood, donde comenzó a trabajar para RKO Pictures. Varios de los artistas de su radio se le unieron y Moorehead hizo así su debut cinematográfico como su madre en Ciudadano Kane (1941), considerada una de las mejores películas jamás filmadas. Moorehead apareció en las películas Journey into Fear (1943), basada en una novela de Eric Ambler y en The Magnificent Ambersons (1942), basada en una novela de Booth Tarkington. Recibió un New York Film Critics Award y una nominación al premio Óscar por su actuación en la última. Moorehead recibió críticas positivas por su actuación en La señora Parkington, así como el Globo de Oro a la Mejor Actriz de Reparto y una nominación al premio Óscar.
Moorehead interpretó un papel fuerte en The Big Street (1942), con Henry Fonda y Lucille Ball y apareció en dos películas que no fueron exitosas, Government Girl (1943) con Olivia de Havilland y The Youngest Profession (1944) con la adolescente Virginia Weidler.

### MGM
A mediados de 1940, Moorehead se unió a MGM, negociando un contrato de seis mil dólares por semana con la provisión para actuar también en la radio, una cláusula inusual en ese momento. Moorehead explicó que MGM generalmente se negaba a permitir que sus actores interpretaran en la radio porque «los actores no tienen el conocimiento o el gusto del juicio para aparecer en el tipo adecuado de show». En 1943-1944, Moorehead interpretó a la matrona ama de casa, la señora Mullet, que ofrecía constantemente su «opinión confitada», en Las Aventuras de Leonidas Witherall en Mutual Radio; ella debutó en el papel en CBS Radio.
Moorehead hábilmente había interpretado matronas puritanas, solteronas neuróticas, madres posesivas y secretarias cómicas a lo largo de su carrera. Interpretó a Parthy Hawks, esposa de Cap'n Andy y madre de Magnolia, en el éxito de MGM de 1951 Show Boat. Luego estuvo en muchas películas importantes, incluyendo La senda tenebrosa y Desde que te fuiste, ya sea interpretando pequeños papeles clave o grandes papeles de reparto. Moorehead también trabajaba en producciones de Broadway:  Don Juan in Hell en 1951–1952 y Lord Pengo en 1962-1963.

### Radio
Durante la década de 1940 y 1950, Moorehead fue una de las actrices más demandadas para radionovelas, especialmente en el programa de la CBS Suspense. Durante los 946 episodios de Suspense, Moorehead apareció en más episodios que cualquier otro actor o actriz. A menudo era introducida en el programa como la primera dama del suspense. La aparición más exitosa de Moorehead en Suspense fue en el legendario episodio Sorry, Wrong Number, escrito por Lucille Fletcher, transmitido el 18 de mayo de 1943. Moorehead interpretó a una mujer egoísta y neurótica que escucha un asesinato siendo planeado mediante cables cruzados de teléfono y eventualmente se da cuenta de que ella es la víctima. Recreó seis veces su actuación en Suspense y varias veces en otros programas de radio, utilizando siempre su guion original. En 1952, grabó un disco sobre el drama y realizó las escenas de la historia en su espectáculo unipersonal en la década de 1950. Barbara Stanwyck había interpretado el papel en una versión cinematográfica de 1948.

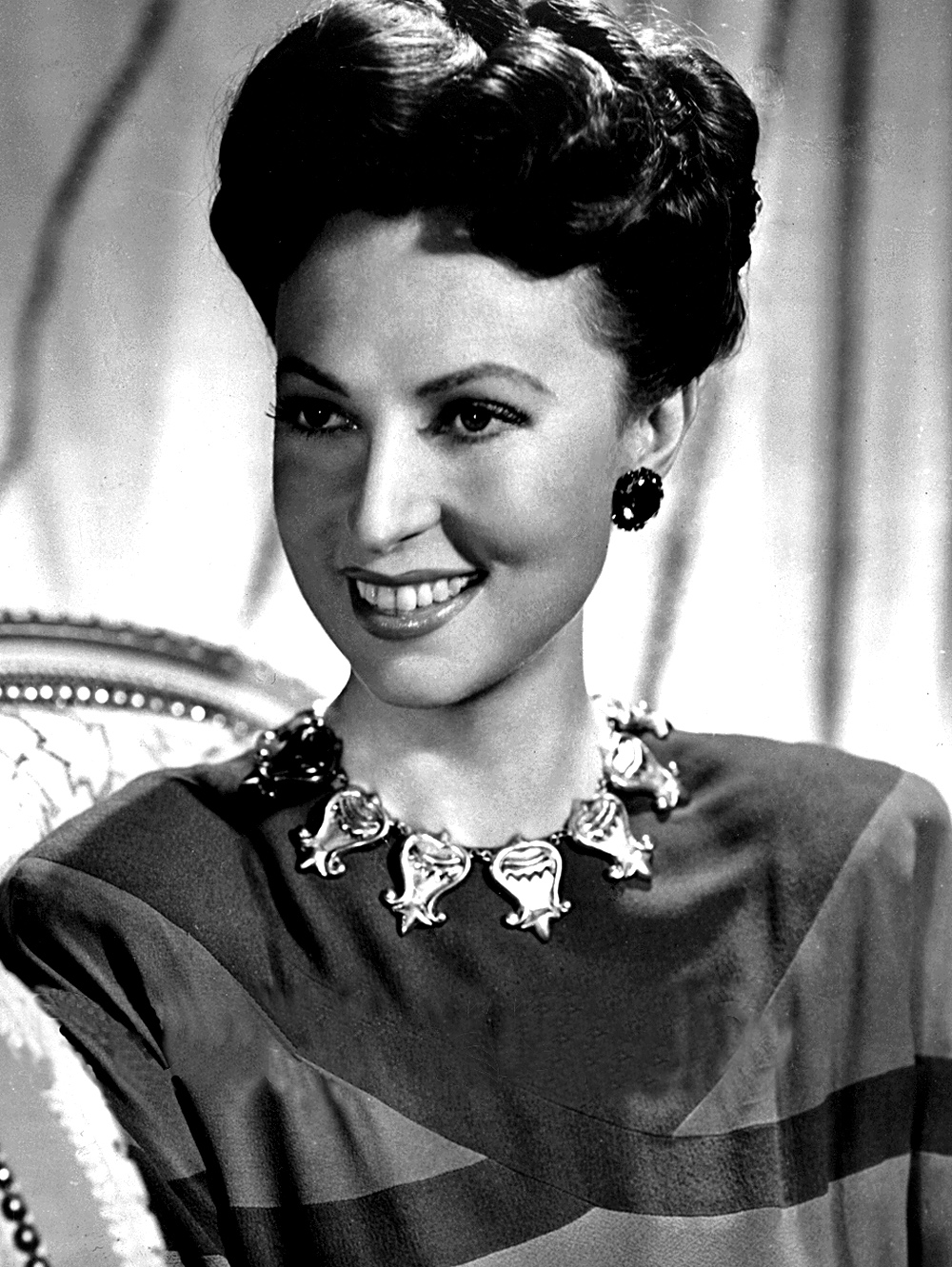
En The Blue Veil (1951)

En la década de 1950, Moorehead continuó trabajando en películas y apareciendo en los escenarios del país, incluyendo una gira nacional de Don Juan in Hell de Shaw, coprotagonizada por Charles Boyer, Charles Laughton y Cedric Hardwicke. Apareció como la hipocondríaca señora Snow en la exitosa película de Disney Pollyanna (1960). Junto con Olivia De Havilland, Bette Davis, Mary Astor y Joseph Cotten, protagonizó Hush… Hush, Sweet Charlotte (1964), como la sirvienta asesinada, Velma, un papel para el que fue nominada a un premio Óscar a la mejor actriz de reparto.

### Televisión
En 1959, Moorehead apareció como actriz invitada en The Rebel. Su papel en la película de 1948 Sorry, Wrong Number inspiró a escritores de la serie de televisión de la CBS The Twilight Zone a escribir un episodio con Moorehead en mente. En The Invaders (emitido el 27 de enero de 1961), Moorehead interpretó a una mujer cuya granja aislada está plagada de intrusos misteriosos. En Sorry, Wrong Number Moorehead ofreció una afamada interpretación de bravura usando sólo su voz, y para The Invaders le ofrecieron un guion que no tenía ningún diálogo en absoluto.
Moorehead también obtuvo papeles invitados en Channing, Custer, Rawhide, en «Incidente en Poco Tiempo» como la hermana Frances y The Rifleman. El 10 de febrero de 1967, interpretó a Miss Emma Valentine en «The Night of the Vicious Valentine» en The Wild Wild West, una actuación por la que ganó un premio Primetime Emmy a la mejor actriz de reparto en una serie dramática.

### Bewitched

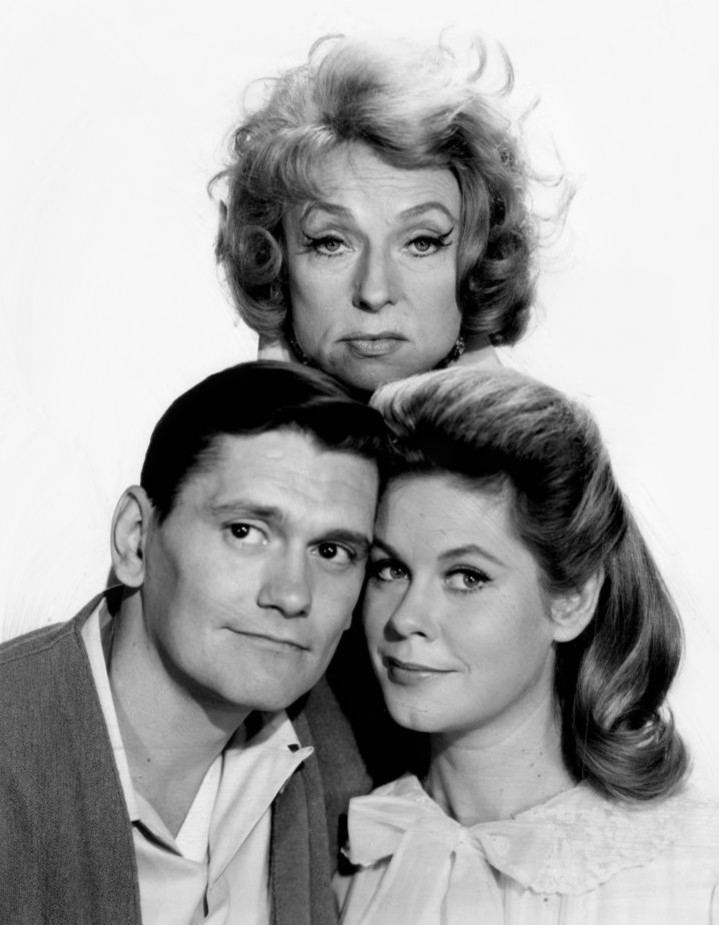
Moorehead y sus compañeros de Bewitched Elizabeth Montgomery y Dick York

En 1964, Moorehead aceptó el papel de Endora, la madre bruja y excéntrica de Samantha (Elizabeth Montgomery) en la comedia de situación Bewitched. Luego comentó que no esperaba que tuviera tanto éxito y que en última instancia se sintió atrapada por su éxito. Sin embargo, había negociado para aparecer en sólo ocho de cada doce episodios filmados, por lo tanto permitiéndole suficiente tiempo para dedicarse a otros proyectos. También sintió que la escritura para televisión estaba a menudo por debajo del estándar y consideró muchos de los guiones de la serie como «pobres» en una entrevista en 1965 para TV Guide. El papel le trajo un nivel de reconocimiento que no había recibido antes, con Bewitched estando entre los 10 programas más vistos los primeros años que fue emitido.
Moorehead recibió seis nominaciones a los premios Emmy, pero era rápida en recordar a los entrevistadores que ella había disfrutado de una larga y distinguida carrera. A pesar de su ambivalencia, permaneció en la serie hasta que terminó en 1972. Comentó a The New York Times en 1974: «He estado en películas y en teatro de costa a costa, así que era bastante conocida antes de Bewitched, y no quiero ser identificada como una bruja». Más tarde, ese año, dijo que había disfrutado interpretando el papel. Pero que no era desafiante y el show en sí mismo «no era impresionante» aunque su personaje extravagante y colorido calara entre los niños. Expresó su cariño por la estrella de la serie, Elizabeth Montgomery, y dijo que había disfrutado trabajando con ella. El coprotagonista Dick Sargent, que en 1969 reemplazó al enfermo Dick York como el esposo de Samantha, Darrin Stephens, tuvo una relación más difícil con Moorehead, cáusticamente describiéndola como «un hueso duro de roer».

### Últimos años
En 1970, Moorehead apareció como una mujer moribunda que como fantasma habitaba su propia casa en el episodio de Galería Nocturna «Ciertas sombras en la pared». También repitió su papel en Don Juan in Hell en Broadway y de gira, en un elenco que también contó con Edward Mulhare, Ricardo Montalbán y Paul Henreid.
Moorehead también memorablemente suministró la voz de la amistosa madre ganso en la adaptación de 1973 de Hanna-Barbera del libro infantil de E. B. White La telaraña de Charlotte.
En la versión de Broadway de 1974 de Gigi, Moorehead interpretó a la tía Alicia, en el que grabó la canción «The Contract». Pero enfermó durante la producción y estaba tan enferma que tuvo que renunciar y dejar que Arlene Francis ocupara su lugar. Murió poco después.
En enero de 1974, tres meses antes de su muerte, Moorehead grabó dos episodios (incluyendo el episodio debut) de CBS Radio Mystery Theater, la popular serie producida por el maestro veterano de la radio Himan Brown.

## Vida personal

### Matrimonios
Moorehead se casó con el actor John Griffith Lee en 1930; se divorciaron en 1952. En 1954, se casó con el actor Robert Gist; se divorciaron en 1958. Moorehead no tuvo hijos.

### Sexualidad
Dentro de la comunidad del espectáculo, se creía extensamente que Moorehead era lesbiana. En una entrevista, Paul Lynde, coestrella ocasional de Moorehead en Bewitched, dijo: «Bueno, todo el mundo sabe que Agnes era lesbiana, es decir, elegante como el infierno, pero una de las lesbianas de Hollywood de todos los tiempos». El periodista Boze Hadleigh reportó un incidente en el cual, cuando encontró a uno de sus maridos engañándola con otra mujer, «Agnes le gritó que si él podía tener otra mujer, ella también». En una entrevista, Moorehead reconoció su orientación homosexual, mientras que identificó a un número de otras actrices de Hollywood que «disfrutaron de relaciones lésbicas o bisexuales».

## Muerte
Moorehead murió de cáncer uterino el 30 de abril de 1974, en Rochester, Minnesota; fue enterrada en Dayton Memorial Park en Dayton, Ohio. En 1994, Moorehead fue póstumamente incluida en el Paseo de la Fama de St. Louis.
La Touchdown Tavern en Reedsburg, Wisconsin, abrió el Agnes Moorehead Lounge, exhibiendo souvenirs.
Moorehead legó su estatuilla del Premio Primetime Emmy de 1967 por The Wild Wild West, sus papeles privados y su casa en Rix Mills, Ohio, a su alma mater, Muskingum College. Dejó la finca y tierras de cultivo de su familia en Ohio, Moorehead Manor, a la Universidad Bob Jones en Greenville, Carolina del Sur, así como algunos libros de estudios bíblicos de su biblioteca personal. Su voluntad estipuló que UBJ debía usar la granja para retiros y reuniones especiales «con un énfasis cristiano», pero la distancia de la finca desde el campus en Carolina del Sur la dejó prácticamente inservible. En mayo de 1976, UBJ cambiaron las tierras Moorehead con una universidad de Ohio por 25 000 dólares y una colección de libros de su biblioteca. Moorehead también dejó sus papeles profesionales, guiones, tarjetas de Navidad y álbumes de recortes al Centro de Investigación de Cine y Teatro de Wisconsin de la Sociedad Histórica de Wisconsin.

### El conquistador de Mongolia
Moorehead apareció en la película de 1956 El conquistador de Mongolia, que fue filmada cerca de St. George, Utah, en las inmediaciones del emplazamiento de pruebas de Nevada. Fue una de los más de 90 (de 220) miembros del reparto y del equipo —incluyendo las coestrellas Susan Hayward, John Wayne y Pedro Armendáriz, así como el director y productor Dick Powell— que desarrollaron cáncer; al menos 46 del total murieron de la enfermedad.
Ninguna bomba atómica fue probada durante el rodaje, pero once explosiones habían ocurrido entre 1953 y 1955. Dos de ellas fueron particularmente «sucias», depositando radiación de larga duración sobre el área. Una explosión de 51,5 kilotones (nombre en código Simon) fue disparada el 25 de abril de 1953, y una explosión de 32,4 kilotones (nombre en código Harry) el 19 de mayo. Como una forma de comparación sobre la magnitud de ambas, la bomba lanzada sobre Hiroshima fue de 16 kilotones.
Moorehead fue una de los primeros miembros de la compañía en percibir una conexión entre la película y la radiación. Su amiga Sandra Gould, quien apareció con ella en Betwiched, recordó que antes de que Moorehead desarrollara el cáncer uterino que la mató en 1974, ella recordó los rumores sobre «algunos gérmenes radioactivos» en Utah, observando que «todos en esa película han tenido cáncer y murieron». Cuando se estaba muriendo, Moorehead dijo: «Nunca debí tomar ese papel».

## Filmografía seleccionada
- Ciudadano Kane (1941)
- El cuarto mandamiento (1942)
- Estambul (1943)
- La señora Parkington (1944)
- Alma rebelde (1944)
- La senda tenebrosa (1947)
- Belinda (1948)
- The Stratton Story (La vida de Monty Stratton) (1949)
- Magnificent Obsession (1951)
- Show Boat (1951)
- La mano izquierda de Dios (1955)
- El conquistador (1956)
- El cisne (1956)
- La historia de la humanidad (1957)
- El murciélago (1959)
- Pollyanna (1960)
- La conquista del Oeste (1962)
- Who's Minding the Store? (1963)
- Canción de cuna para un cadáver (1964)
- Hechizada (1964-1972) (serie de televisión)
- Alicia a través del espejo (1966)

## Premios y distinciones
Premios Óscar
| Año  | Categoría               | Película                        | Resultado |
| ---- | ----------------------- | ------------------------------- | --------- |
| 1943 | Mejor actriz de reparto | El cuarto mandamiento           | Nominada  |
| 1945 | Mejor actriz de reparto | La señora Parkington            | Nominada  |
| 1949 | Mejor actriz de reparto | Belinda                         | Nominada  |
| 1965 | Mejor actriz de reparto | Canción de cuna para un cadáver | Nominada  |